# Yamatokōriyama
Yamatokōriyama (大和郡山市, Yamatokōriyama-shi) est une ville de la préfecture de Nara, sur l'île de Honshū, au Japon.

## Géographie

### Localisation
Yamatokōriyama est située dans la partie nord du bassin de Nara, au sud de la ville de Nara.

### Municipalités limitrophes
| Nara    | Nara            | Nara  |
| Ikoma   | Yamatokōriyama  | Tenri |
| Ikaruga | Ando, Kawanishi | Tenri |

### Démographie
Lors du recensement national de 2015, la population de Yamatokōriyama s'élevait à 87 050 habitants, répartis sur une superficie de 42,68 km2 (densité de population de 2 040 hab./km2).
Au 31 décembre 2022, cette population s'élevait à 83 891 habitants.

### Climat
Yamatokōriyama a un climat subtropical humide caractérisé par des étés chauds et des hivers frais avec peu ou pas de chutes de neige. La température annuelle moyenne est de 14,1 °C. Les précipitations annuelles moyennes sont de 1 356 mm, juin étant le mois le plus humide.

## Histoire
La ville s'est développée à la fin de l'époque Sengoku comme jōkamachi (ville-château), lorsque Tsutsui Junkei s'est établi dans le château de  Kōriyama. En 1585, après la mort de Junkei, Toyotomi Hidenaga lui succéda et Kōriyama prospéra au centre de la province de Yamato. Pendant l'époque d'Edo, la ville fait partie du domaine de Kōriyama.
Le bourg moderne de Kōriyama est créé le 1er avril 1889. Il obtient le statut de ville le 1er janvier 1954 et se renomma Yamatokōriyama, pour éviter la confusion avec la ville de Kōriyama dans la  préfecture de Fukushima.

## Culture locale et patrimoine

### Édifices religieux
- Matsuo-dera (ja)

### Châteaux
- Château de Kōriyama
- Palais Heijō, ruines du premier palais impérial japonais

## Transports
Yamatokōriyama est desservie par la ligne Yamatoji de la JR West, et les lignes Kashihara et Tenri de la Kintetsu.

## Ville jumelée
- Kōfu, capitale de la préfecture de Yamanashi